# Sweet Taste of Liberty
Sweet Taste of Liberty är det tredje avsnittet av första säsongen av TV-serien How I Met Your Mother. Det hade premiär på CBS den 3 oktober 2005.

## Sammandrag
Barney lär Ted hur man raggar tjejer på flygplatsen och båda råkar hamna på ett plan till Philadelphia. De blir häktade och det slutar med att Barney vill göra någonting legendariskt.

## Handling
Barney har bestämt sig för att det är dags för Ted att komma ur sin vana att alltid gå till samma bar. Han säger till Ted att de ska göra något "legendariskt". Barney får med sig Ted i en taxi och de åker till flygplatsen. Väl där visar det sig att Barney tänker ragga på tjejer. De låtsas vara affärsmän på resa hem från Japan. När de träffar två vackra kvinnor bestämmer Barney att de ska flyga till Philadelphia eftersom de är på väg dit.
Uppe i luften visar det sig att kvinnorna har pojkvänner. Dessutom grips Ted och Barney av säkerhetsvakter, eftersom deras bagage ligger kvar på ett transportband i New York. När det visar sig att väskorna bara innehåller kondomer och en PowerBar släpps de. De får följa med Sasha, som arbetar som vakt, till hennes party. Det visar sig vara tråkigt, men en av gästerna arbetar som vakt vid Frihetsklockan. Barney tycker att det skulle vara legendariskt att åka och slicka på sevärdheten. Ted vägrar först, men övertalas och följer med. Han konstaterar att han alltid får en bra historia att berätta när han umgås med Barney.
Marshall är först hemma och studerar, men ger sig snart av i bil för att möta de andra killarna i Philadelphia. Under kvällens gång och på grund av en mängd telefonsamtal vänder han tillbaka eller fortsätter sin färd.
Lily och Robin ska ha en tjejkväll på krogen. Massor av killar stöter på Robin, så Lily blir avundsjuk. När hon inser att ingen vill stöta på en tjej med förlovningsring ringer hon Marshall och ber att få ta av den. Marshall säger ja. Robin blir irriterad av att Lily är mer intresserad av att bli uppraggad än att unmgås med henne, och hon övertygar Lily om att hon redan har vad alla kvinnor vill ha: en god pojkvän. Den ende man som ger Lily uppmärksamhet i baren är en homosexuell kille som upplyser henne om att hon satt sig på en vindruva. Han hjälper henne att få bort fläcken, men då kommer Marshall in och blir svartsjuk. Han gör sig redo att slåss med killen, men blir väldigt lättad av att få reda på att han är homosexuell och kramar om honom. Killens pojkvän är däremot också svartsjuk och börjar bråka med Marshall.